# Nathy Peluso: Bzrp Music Sessions Vol. 36
"Nathy Peluso: Bzrp Music Sessions Vol. 36" é uma canção do produtor musical argentino Bizarrap em parceria com a artista musical argentina Nathy Peluso, gravada para o projeto BZRP Music Sessions. A faixa foi composta por Peluso e produzida por Bizarrap, sendo lançada como single em 27 de novembro de 2020 pela Dale Play Records.

## Antecedentes
Através de um teaser, em 23 de novembro de 2020, Bizarrap confirmou que Nathy Peluso estaria presente como intéprete no "Bzrp Music Sessions Vol. 36". Em seu Twitter, o produtor revelou que a canção seria lançada no no dia 25. Devido ao falecimento do jogador de futebol argentino Diego Armando Maradona, o single foi adiado, mas a data não foi revelada. Posteriormente, o produtor confirmou o lançamento da canção para o dia 27. "Nathy Peluso: Bzrp Music Sessions Vol. 36" foi lançada como single no dia 27 de novembro de 2020 junto com o seu vídeo musical.

## Gravação e composição
Bizarrap sempre revelou ter o desejo de colaborar com Nathy Peluso em uma canção. Originalmente, O produtor musical argentino  criou a estrutura musical e a produção da faixa, enviando-a para Peluso, que aprovou e compôs a canção. A canção, que é do gênero hip hop com um toque latino, explora temas universais como empoderamento feminino ("Uma vadia surpreendente, curvilínea e eloquente / Magnificamente colossal, extravagante e animal") e sexo ("Que bela visão você tem quando me coloca de quatro", fazendo referência à posição sexual conhecida como "de quatro").

## Desempenho comercial
No Spotify, a música alcançou o top 200 de 17 países e a 85ª posição na parada global. "Nathy Peluso: Bzrp Music Sessions Vol. 36" conquistou o 1º lugar da tabela de hip-hop/rap de 16 países no serviço de streaming Apple Music e se tornou a faixa mais viral no Panamá. Também entrou em paradas musicais como a Billboard Argentina Hot 100 (4º lugar), a da PROMUSICAE (11º lugar) e a Billboard Global Excl. E.U.A (118º lugar). Com 68 milhões de streams, a faixa foi a 8ª canção por uma cantora argentina em 2020 mais ouvida em todas as plataformas digitais.

## Vídeo musical
O videoclipe da faixa foi filmado por Lautaro, e editado e produzido por Bizarrap. A gravação do vídeo ocorreu no estúdio de Bizarrap, que localiza-se em sua casa, na cidade de Ramos Mejía. O vídeo, descrito como "intimista" e "simples", apresenta Nathy dublando a canção, enquanto Bizarrap simula que está produzindo a faixa. O clipe de "Nathy Peluso: Bzrp Music Sessions Vol. 36" fechou as suas primeiras 24 horas com mais de 3,4 milhões de visualizações e 520 mil likes. Atingiu a primeira posição nas tendências do YouTube argentino, costa-riquenho e uruguaio, e a terceira posição nas tendências mundiais. Além disso, entrou no Top 30 de outros 15 países. 

## Lista de faixas
| Download digital |                                             |                 |         |  |
| N.º              | Título                                      | Compositor(es)  | Duração |  |
| 1.               | "Nathy Peluso: Bzrp Music Sessions Vol. 36" | Nathalia Peluso | 2:51    |  |

## Desempenho nas paradas musicais
| País — tabela musical (2020)                  | Melhor posição |
| --------------------------------------------- | -------------- |
| Argentina (Billboard Argentina Hot 100)       | 4              |
| Espanha (PROMUSICAE)                          | 11             |
| Argentina (Monitor Latino Nacional)           | 15             |
| Estados Unidos (Billboard Global Excl. E.U.A) | 118            |